# داستان‌های شگفت‌انگیز (مجموعه تلویزیونی ۱۹۸۵)
داستان‌های شگفت‌انگیز (انگلیسی: Amazing Stories) یک مجموعه آنتولوژی علمی–تخیلی داستان ترسناک و خیال‌پردازانه آمریکایی است که مابین سال‌های ۱۹۸۵ تا ۱۹۸۷ میلادی از شبکهٔ ان‌بی‌سی پخش شد.
خالق این سریال، استیون اسپیلبرگ است و نامرد دریافت ۱۲ جایزه امی بود که برندهٔ ۵ تای آنها شد. همچنین میک گریس برای نویسندگی قسمت نخست سریال برندهٔ جایزه ادگار گردید.
هر قسمت از این سریال، کارگردانان و بازیگران متفاوتی دارد.